# 科学期刊
科学期刊（scientific journal）是一种发表经过同行评审的科学研究相关论文的周期性刊物。科学期刊是科学研究者获取了解同行工作的重要渠道。著名的科学期刊往往具有重要的影响力，往往能影响科学研究的方向和科研资金的投入。在中国，科学期刊的发表对科研人员的考核具有重要作用。
科学期刊的历史可以追溯到1665年，当时法国的期刊《Journal des sçavans》和英国的期刊《自然科学会报》第一次开始系统发行科学研究结果。
科学期刊的评估一般采用影响因子。

## 论文类型
- 研究论文
- 通讯
- 评论综述

## 电子发表
随着互联网的普及，目前绝大多数科学期刊都开通了电子发表渠道

## 花费
传统的论文发表方式是作者免费，读者需要花费购买期刊。目前存在一种新的期刊发表模式，即开放获取期刊，作者付一定的使用费，读者在條件下可以免费阅读。

## 外部連結
- Shaping Written Knowledge: The Genre and Activity of the Experimental Article in Science （页面存档备份，存于） (online book) by  Charles Bazerman
- 'Free at Last: The Future of Peer-Reviewed Journals' （页面存档备份，存于） by Stevan Harnad
- Bibliography of Findings on the Open Access Impact Advantage （页面存档备份，存于）
- Links to the world's electronic journals （页面存档备份，存于）
- Electronic publishing in science: changes and risks （页面存档备份，存于） by Otto Kinne
- The scientific communication life-cycle model by Bo-Christer Björk
- The cost of publishing in a scientific journal, some examples and recommended reading （页面存档备份，存于） from OpenWetWare life scientists' wiki